# Maia (okręg Marusza)
Maia (węg. Mája) – wieś w Rumunii, w okręgu Marusza, w gminie Bereni. W 2011 roku liczyła 148 mieszkańców.